# Museum Hilversum

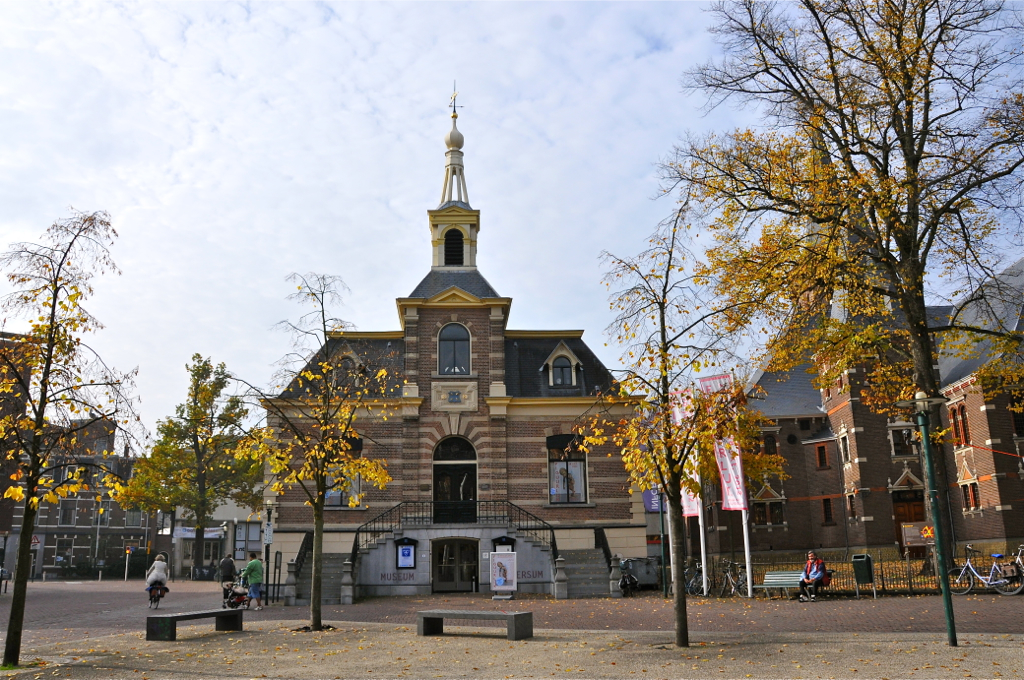
Museum Hilversum

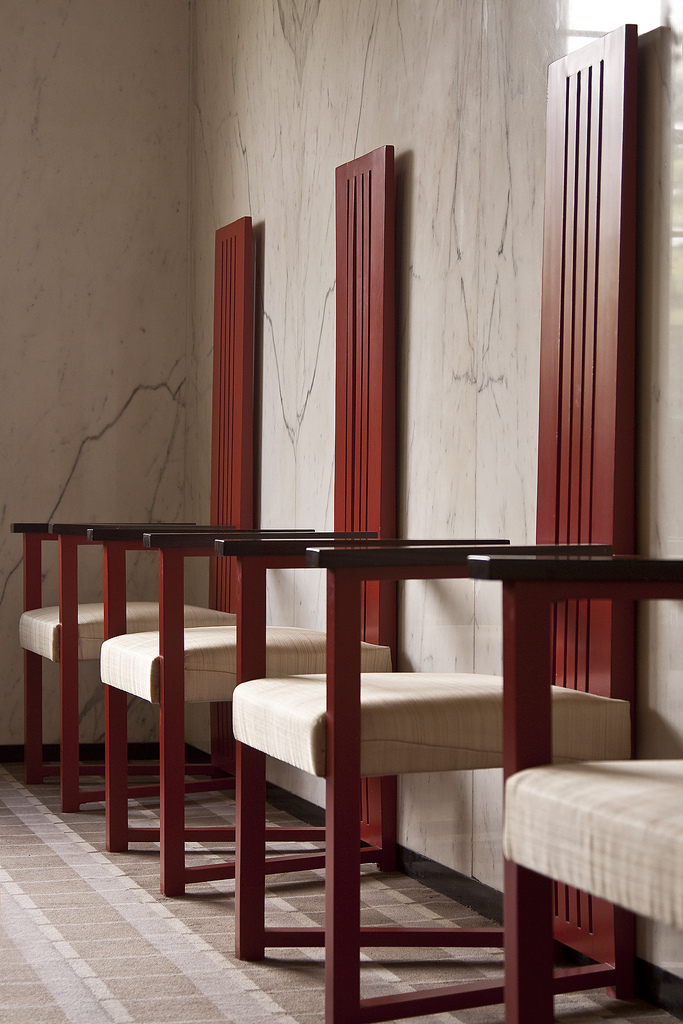
Willem Dudok Dependance, onderdeel van het Hilversums Museum

Museum Hilversum is een museum in de Noord-Hollandse plaats Hilversum. Het museum richt zich op mediakunst, -cultuur en fotografie vanuit een meervoudig perspectief, enerzijds omdat in de relatie tussen (beeldende) kunst en (nieuwe) media interessante en belangwekkende maatschappelijke vraagstukken aan de orde gesteld kunnen worden, anderzijds omdat mediakunst als fenomeen naadloos aansluit bij het profiel van Hilversum Mediastad. 

## Geschiedenis
Het museum is ondergebracht in het vroegere raadhuis aan de Kerkbrink. Het museum dat aanvankelijk vooral de lokale geschiedenis tentoonstelde en luisterde naar de naam Goois Museum, werd in 2005 uitgebreid met een ronde uitbouw naar ontwerp van architect Hans Ruyssenaars en heringericht. Het museum is in 2013 verzelfstandigd, gevolgd door een heroriëntatie op de activiteiten en het verzamelbeleid.
Het museum programmeert tijdelijke tentoonstellingen op het gebied van mediakunst en -cultuur en organiseert presentaties over fotografie als onderdeel van mediacultuur. Mediakunst wordt daarbij opgevat als een zelfstandige kunstdiscipline met verschillende aandachtsgebieden (internetkunst, documentaire en filmische video, gaming, animatie, lichtkunst, virtual en augmented reality).  Het is de thuisbasis en een van de sponsors van de Zilveren Camera..